# Liceo scientifico statale Filippo Silvestri
Il Liceo scientifico statale Filippo Silvestri è una scuola di Portici che ha sede in Piazza San Pasquale, con una succursale in via Paladino.

## Storia
Il Liceo è stato fondato nel 1949 con una delibera della Giunta Comunale, con l’intento di offrire una formazione scientifica agli studenti del territorio. La sua istituzione si deve alla necessità di preparare gli studenti all’ammissione alla Scuola superiore di agricoltura di Portici, poi diventata Facoltà di Agraria, consolidando così un legame con la ricerca e l’educazione accademica. Nel 1962, l’istituto venne trasformato in una scuola statale e intitolato all'entomologo Filippo Silvestri, figura di rilievo che diresse per lungo tempo l'Istituto di Entomologia e Zoologia di Portici. Nel 2011 è stata introdotta l’opzione delle Scienze Applicate, volta a rafforzare l’insegnamento delle materie scientifiche, affiancando attività laboratoriali avanzate alla formazione scientifica di base. L’istituto è impegnato nel programma europeo OSOS (Open Schools for Open Societies) che ha la finalità di promuovere l’innovazione e il coinvolgimento degli studenti nella società.